# Хенераль-Вильегас
Хенераль-Вильегас (исп. General Villegas) — город в Аргентине, в провинции Буэнос-Айрес. Административный центр одноименного муниципалитета.
Расположен на крайнем северо-западе провинции Буэнос-Айрес в 410 км от столицы Аргентины г. Буэнос-Айрес.
Назван в честь генерала Конрада Вильегаса (Виллегаса) участвовавшего в завоевание Патагонии в 1870—1880-х годах. Огромная территория, населённая воинственными арауканами, была покорена относительно небольшими силами и за очень короткий период времени.

## Известные уроженцы
- Мательян, Анибаль (род. 1977) — аргентинский футболист.
- Пуиг, Мануэль (1932—1990) — аргентинский писатель.

## Города-побратимы
- Куэрнавака Мексика